# Франц Бабингер
Франц Бабингер (Вајден ин дер Оберпфалц, 15. јануар 1891 — Драч, 23. јун 1967) је био немачки историчар и један од пионира туркологије.
До почетка Првог светског рата студирао је индологију на Минхенском универзитету. Током рата боравио је на Блиском истоку где је једно време био официр за везу у штабу Мустафе Кемала. Постао је универзитетски професор у Берлину 1922. Сукобио се са новим, нацистичким властима, па је избегао у Румунију где је предавао на универзитетима у Букурешту и Јашију. У Западну Немачку вратио се 1948. када је преузео новоосновану катедру за историју и културу Блиског истока и туркологију на Минхенском универзитету. Пензионисан је 1958. године. Био је члан многих научних удружења између осталих и Баварске академије наука у Минхену и Академије наука у Гетингену. За дописног члана ЈАЗУ биран је 1931. и 1953. године. Сарађивао је и са српским историчарима којима је омогућио да се упознају са тада недоступним турским документима. Прикупљао је важне турске рукописе на тлу Југославије и ти рукописи били су темељ Оријенталне збирке ЈАЗУ.
Проучавао је читаву историју Османског царства, али се највише интересовао за 15. и 16. век. Његов научни опус изузетно је обиман. Обухвата стотине чланака и више књига. Проучавајући османске хроничаре и писце историја написао је приручник који је и данас значајан за проучаваоце османске историје. Његова биографија Мехмеда Освајача први пут је издата 1953. године и од тада је преведена на многе језике и била је изузето популарна за једно историографско дело. Написао је 122 чланка за лајденску Енциклопедију ислама. Велику пажњи посветио је проучавању и објављивању османских историјских извора.